# Orchis spitzelii
L'orchidea di Spitzel (Orchis spitzelii Saut. ex W.D.J. Koch, 1838) è una pianta appartenente alla famiglia delle Orchidacee.
L'epiteto specifico è un omaggio a Anton von Spitzel (1807-1853), un forestale tedesco che per primo notò questa entità.

## Descrizione

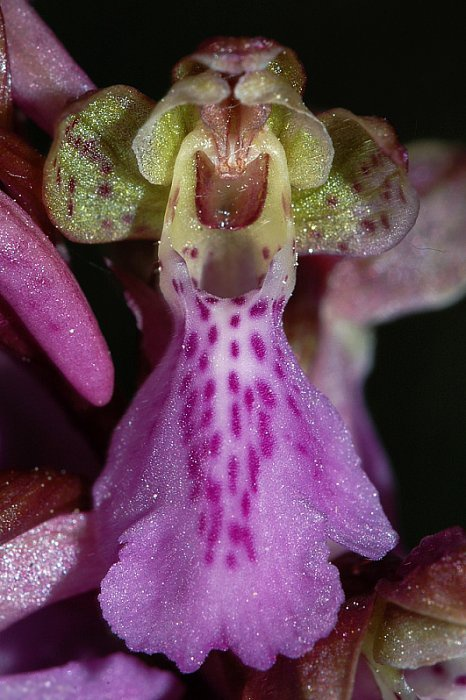
Dettaglio del fiore

È una pianta erbacea geofita bulbosa con fusto alto 15–35 cm, di colore verde scuro alla base, purpureo verso la sommità. L'apparato radicale è costituito da due rizotuberi tondeggianti del diametro di circa 6 cm.
Le foglie basali, da 3 a 5, oblungo-lanceolate, di colore verde brillante, sono riunite in rosetta, quelle cauline, da 2 a 3, inguainano il fusto e l'infiorescenza nelle prime fasi dello sviluppo; le brattee presentano intense sfumature rosso-violacee.
I fiori  sono riuniti in infiorescenze cilindriche abbastanza dense. I sepali sono di colore verde-brunastro con maculature rossastre, concavi; i due laterali sono eretti, il mediano forma assieme ai petali, più piccoli, un casco che cinge il ginostemio.
Il labello, di colore dal rosa al viola, trilobato, presenta due lamine basali pronunciate che delimitano la cavità stigmatica; il lobo mediano è a sua volta bilobo, con margine irregolare e presenta evidenti maculature più scure. Lo sperone è cilindro-conico, ad andamento discendente.
Fiorisce da maggio a luglio.
Il numero cromosomico di Orchis spitzelii è 2n=40.

## Biologia
La specie non produce nettare ma l'aspetto appariscente dell'infiorescenza funge ugualmente da richiamo per gli insetti impollinatori, principalmente Bombus spp..

## Distribuzione e habitat
Tipo corologico: Orofita Sud Europea - Caucasica.
È una specie molto rara, con un areale frammentato che comprende stazioni montane isolate in Spagna orientale e Nord Africa, sulle Alpi, nel Massiccio del Giura, sui Balcani, in Anatolia, sul Caucaso e in Svezia (limitatamente all'isola di Gotland, nel mar Baltico). 
In Italia è documentata la sua presenza in Trentino-Alto Adige, sull'Appennino centrale (Abruzzo e Lazio) ed in Basilicata. È considerata estinta in Lombardia.
Cresce in prati montani, cespuglieti, radure boschive, da 750 m ai 2000 metri di altitudine, con predilezione per i suoli calcarei.

## Tassonomia
Sono note le seguenti sottospecie:
- Orchis spitzelii subsp. cazorlensis (Lacaita) D.Rivera & Lopez Velez
- Orchis spitzelii subsp. nitidifolia (W.P.Teschner) Soó
- Orchis spitzelii subsp. spitzelii Saut. ex W.D.J. Koch

### Ibridi
Può dar luogo a ibridazione con altre specie di Orchis:
- Orchis × algeriensis B.Baumann & H.Baumann 2005 (Orchis patens × Orchis spitzelii)
- Orchis × amsittenii Hautz. 1976 (Orchis mascula × Orchis spitzelii)
- Orchis × klopfensteiniae P.Delforge, 1985 (Orchis pallens × Orchis spitzelii)
- Orchis × tingitania Hautz. 1976 (Orchis provincialis × Orchis spitzelii)